# Acordul privind achizițiile publice
     Membri
     Candidați
     Observatori

Harta membrilor GPA, a candidaților și a observatorilor.
Membri
Candidați
Observatori

Acordul privind achizițiile publice (în engleză Government Procurement Agreement, acronim GAP) este un acord internațional, aflat sub egida Organizației Mondiale a Comerțului (OMC). Scopul său principal este de a deschide piețele de achiziții publice ale statelor semnatare pentru concurența internațională, pe o bază de transparență și nediscriminare între părți.

## Istoric
Acordul privind achizițiile publice a fost negociat inițial în cadrul Organizației pentru Cooperare și Dezvoltare Economică (OCDE), înainte de a fi transferat către GATT, ca urmare a dorinței unor țări în curs de dezvoltare de a participa. Prima versiune a acestui acord a fost semnată în 1979, înainte de a intra în vigoare în 1981.
O primă modificare a avut loc în 1986, pentru a-i extinde domeniul de aplicare. Această modificare a intrat în vigoare în 1988.
Acordul a fost renegociat în 1994, în contextul creării OMC. Această versiune renegociată a intrat în vigoare la 1 ianuarie 1996 și a extins domeniul acordului la achizițiile de servicii pe lângă achizițiile de bunuri. În același timp, Coreea de Sud a aderat la acord.
În martie 2012, a fost semnată o nouă revizuire a acordului ce a vizat în principal aspecte tehnice. Această modificare a intrat în vigoare la 6 aprilie 2014.

## Membri
Acest acord este semnat de 45 de state, iar alte 30 de state sunt obligate să respecte acordul în calitate de observatori. Dintre acestea, 10 state au început procesul de aderare la acord.
| Țară | Data aderării      |
| --- | ------------------ |
| Canada | 1 ianuarie 1996    |
| Statele Unite | 1 ianuarie 1996    |
| Israel | 1 ianuarie 1996    |
| Japonia | 1 ianuarie 1996    |
| Norvegia | 1 ianuarie 1996    |
| Elveția | 1 ianuarie 1996    |
| Uniunea Europeană (15 membri) Germania, Austria, Belgia, Danemarca, Spania, Finlanda, Franța, Grecia, Irlanda, Italia, Luxemburg, Olanda, Portugalia, Regatul Unit, Suedia \|\| 1 ianuarie 1996 |                    |
| Țările de Jos (Aruba) | 25 octombrie 1996  |
| Coreea de Sud | 1 ianuarie 1997    |
| Hong Kong | 19 iunie 1997      |
| Liechtenstein | 18 septembrie 1997 |
| Singapore | 20 octombrie 1997  |
| Islanda | 28 aprilie 2001    |
| Uniunea Europeană (25 de membri) Cipru, Estonia, Ungaria, Letonia, Lituania, Malta, Polonia, Slovacia, Cehia și Slovenia \|\| 1 mai 2004                                                        |                    |
| Uniunea Europeană (27 de membri) Bulgaria și România | 1 ianuarie 2007    |
| Taiwan | 15 iulie 2009      |
| Armenia | 15 septembrie 2011 |
| Uniunea Europeană (28 de membri) Croația | 1 iulie 2013       |
| Muntenegru | 15 iulie 2015      |
| Noua Zeelandă | 12 august 2015     |
| Ucraina | 18 mai 2016        |
| Republica Moldova | 14 iunie 2016      |
| Australia | 5 mai 2019         |
| Regatul Unit | 1 ianuarie 2021    |
| Macedonia de Nord | 30 octombrie 2023  |

1. ↑  Taiwanul a aderat la OMC ca „Teritoriul Vamal Separat din Taiwan, Pengshu, Kinmen și Matsu”, scurtat ca „Taipei chinezesc”
2. ↑  A aplicat acordul ca membră UE din 1996. După ce Regatul Unit a părăsit UE la 1 februarie 2020, acordul a rămas în vigoare în perioada de tranziție până la 1 ianuarie 2021.

## Observatori
Următorii membri OMC au obținut statutul de observator în ceea ce privește GPA, cei marcați cu un asterisc (*) fiind în curs de negociere a aderării: Afganistan, Albania*, Argentina, Bahrain, Belarus, Brazilia*, Camerun, Chile, China*, Columbia, Costa Rica*, Coasta de Fildeș, Ecuador, Georgia*, India, Indonezia, Iordania*, Kazahstan*, Republica Kârgâzstan*, Malaezia, Mongolia, Oman*, Pakistan, Panama, Paraguay, Filipine, Rusia*, Arabia Saudită, Seychelles, Sri Lanka, Tadjikistan*, Thailanda, Turcia și Vietnam.